# Nessaea hewitsonii
Nessaea hewitsonii är en fjärilsart som beskrevs av Felder 1859. Nessaea hewitsonii ingår i släktet Nessaea och familjen praktfjärilar. Inga underarter finns listade i Catalogue of Life.

## Bildgalleri

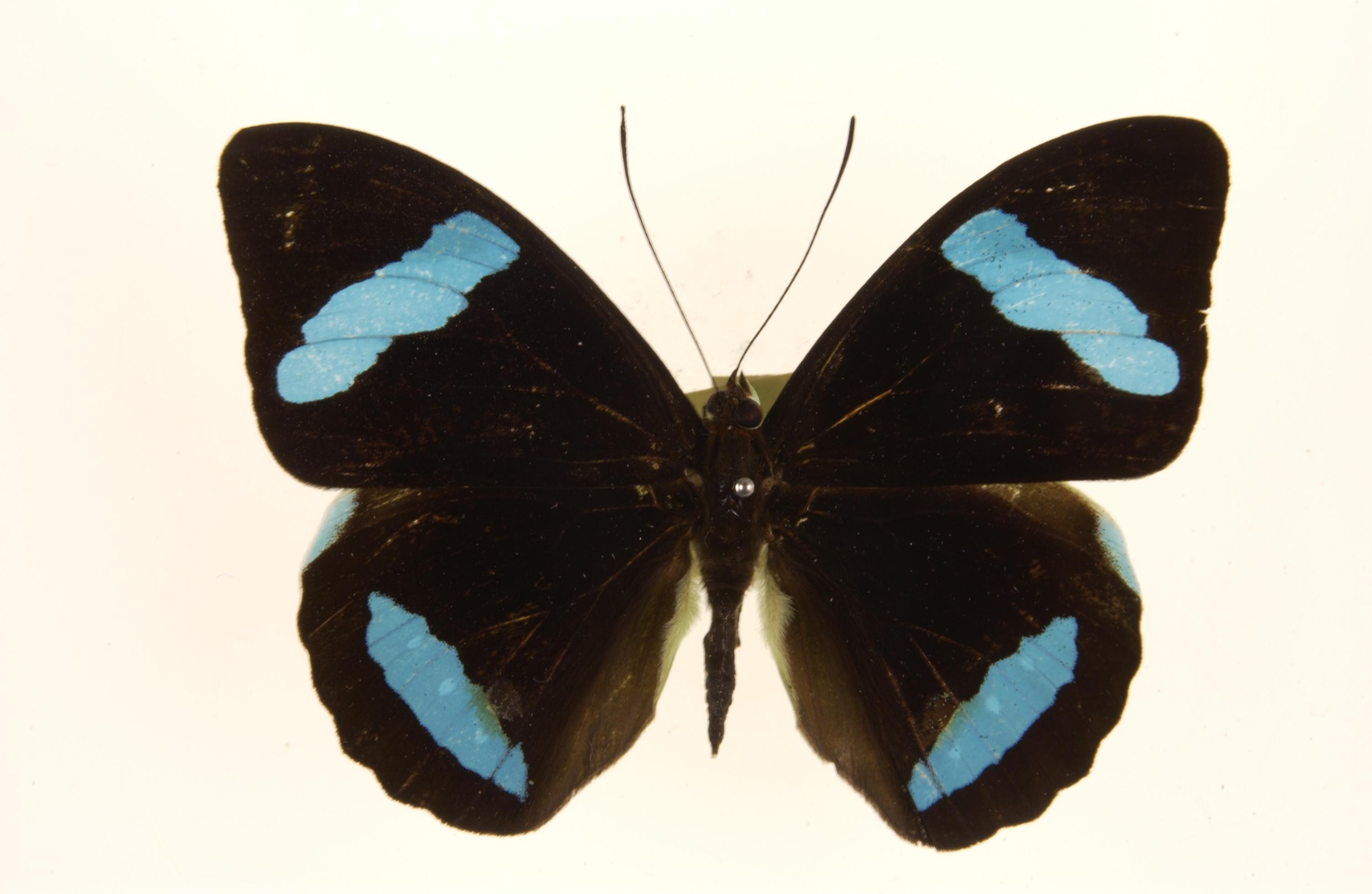